# Batrachomorpha
Batrachomorpha (literalmente, "forma de sapo") é um clado de cada um dos ramos da árvore filogenética que inclui os anfíbios extintos e atuais, não relacionados com os répteis.
Tetrápoda anamniota do paleozoico deu origem a duas linhagens: Temnospondyli e Lissamphibia.
- Temnospondyli tetrápodes não-amniotas mais diversificados do paleozóico
- Muitos predadores semi-aquáticos com corpo pesado, membros curtos e cabeça grande.
- Provavelmente comiam peixes e outros tetrápodes
- Crânio achatados e acinéticos (com pouca movimentação)
- Da classe Temnospondyli sugiram:
- Eryops: com 1,6 m, cabeça 1/5 do corpo.
- Cacops: 40 cm, cabeça 1/3 do corpo, totalmente terrestre, com cintura sólida e membros e dedos longos.